# مارک-گوتیه بدیمه
مارک-گوتیه بدیمه (انگلیسی: Marc-Gauthier Bedimé؛ زادهٔ ۲۹ دسامبر ۱۹۹۴) بازیکن فوتبال اهل فرانسه است.
از باشگاه‌هایی که در آن بازی کرده‌است می‌توان به باشگاه فوتبال سوشو اشاره کرد.
وی همچنین در تیم‌های ملی فوتبال France national under-16 football team، زیر ۱۷ سال فرانسه، و زیر ۱۸ سال فرانسه بازی کرده‌است.